# Meyo Ville
Pour les articles homonymes, voir Meyo.
Meyo Ville est un village du département du Mvila, en région du Sud (Cameroun), à 24 km sur la nationale 17. Ses habitants appartiennent au clan tribal Esakoe. Dernier village esakoe sur la N17, il ouvre une continuité sur la piste Sonkot-Minkan.
Jean Njina est le chef de village, entre autres responsabilités au sein du clan tribal.
Meyo Ville est le carrefour entre Ebolowa-Kribi et Sonkot-Minkan, deux quartiers satellites lui sont attachés :
- Pays-Bas : à l'entrée du village, lorsqu'on arrive d'Ebolowa, sur la rive droite de la rivière Menya'a, partie basse du village qui a poldérisée les marécages de Menya'a
- Efulan : partie haute du village, est un hameau de la rive gauche de Menya'a sur la piste Sonkot-Minkan.

Meyo Ville est un bourg en expansion, électrifié, arrosé de part en part par la rivière Menya'a.

## Aujourd'hui
Meyo Ville a son centre de santé, une école primaire et un lycée ; un stade et une équipe de football d'amateurs saisonniers, AKPWE ; un marché saisonnier ; une association, Avenir Meyo, dynamisée par les femmes paysannes de Meyo Ville en particulier.

## Faiblesse pour le développement du village
Dispersion des élites pour réfléchir et mener des projets collectifs.
Les personnalités ayant marqué la mémoire de Meyo Ville : Ruben Avebe, Ekanga, Gustap Nguelé, Engozo'o Ernest, Samuel Assembe Ndoum, Abolo Joseph (père), Ôtjam (chef de village), Mme Ekanga Messina,Mme avebe (nee bekono mbarga damaris) ,Okono avebe Samuel.